# مورگانز پوینت (تگزاس)
مورگانز پوینت، تگزاس(به انگلیسی: Morgan's Point, Texas) شهری در ایالت تگزاس از ایالات جنوبی ایالات متحده آمریکا است. در سرشماری سال ۲۰۰۰، جمعیت این شهر ۳۳۶ نفر اعلام شد.